# Вестендорф (Округ Аугсбург)
Вестендорф (њем. Westendorf) општина је у њемачкој савезној држави Баварска. Једно је од 46 општинских средишта округа Аугсбург. Према процјени из 2010. у општини је живјело 1.500 становника. Посједује регионалну шифру (AGS) 9772217.

## Географски и демографски подаци
Вестендорф се налази у савезној држави Баварска у округу Аугсбург. Општина се налази на надморској висини од 425 метара. Површина општине износи 6,3 km². У самом мјесту је, према процјени из 2010. године, живјело 1.500 становника. Просјечна густина становништва износи 237 становника/km².